# Muerte clínica

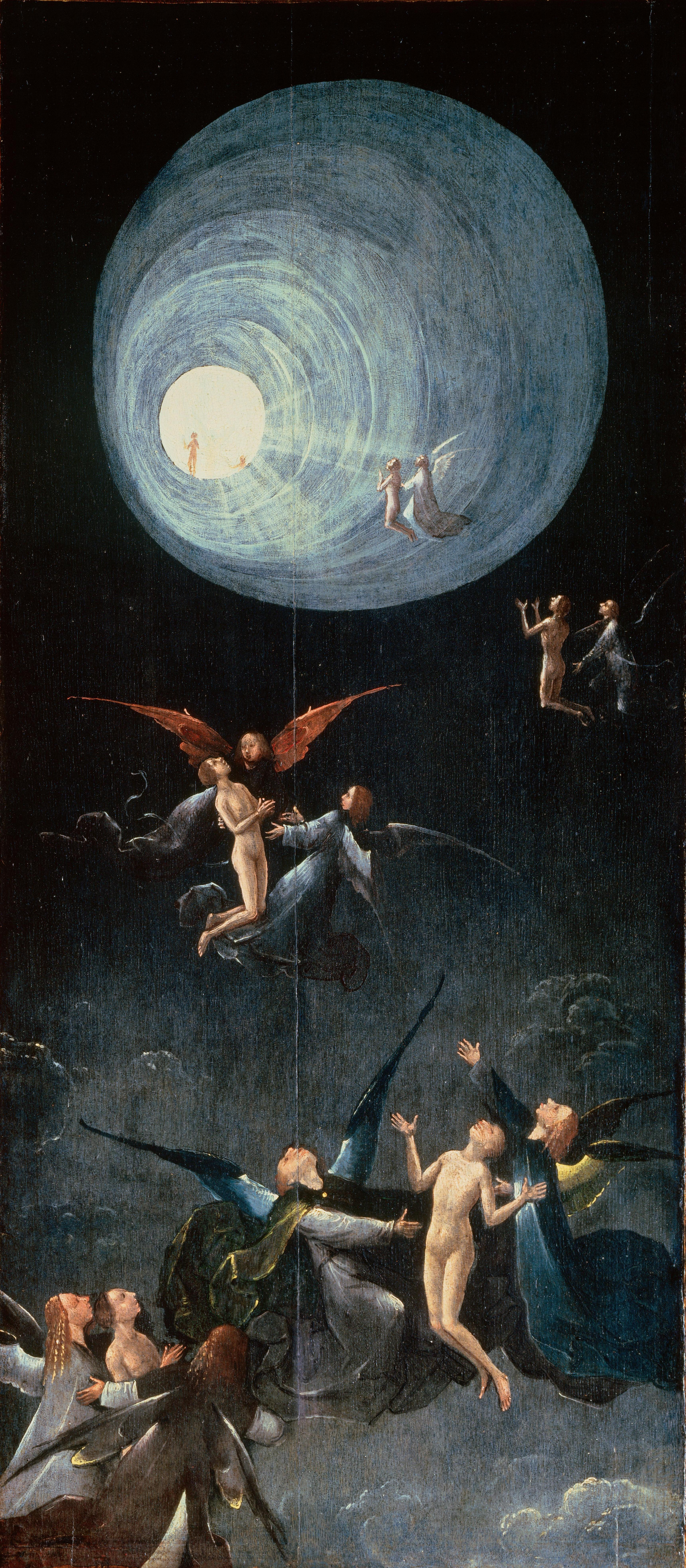
Ascensión al Empíreo (1490) del Bosco (1450-1516).

La muerte clínica (o muerte aparente) consiste en la detención del latido cardiaco y de la respiración sin que se produzcan lesiones en las células cerebrales. Desde el punto de vista clínico, la muerte es la interrupción de las funciones orgánicas de cualquier ser vivo, la cual está precedida la mayoría de las veces por una etapa agónica, que incluye una serie de manifestaciones clínicas que la presagian. La agonía puede ser corta o puede durar normalmente hasta un mes antes de la muerte. En algunos casos especiales, la etapa de la agonía dura años y de pronto ocurre una mejoría inexplicable. En el caso de muerte clínica, desaparecen todas las señales externas de vida, como la conciencia, el pulso y la respiración. En estos casos sobreviene la muerte biológica si no se toman medidas para revertir la situación. La muerte biológica, en cambio, no se puede cambiar con ningún tipo de atención o cuidados, ya que es físicamente irreversible.

## Muerte clínica y muerte funcional
Cuando las lesiones se producen de un modo irreversible en el cerebro, se habla de muerte biológica (o muerte real). La muerte biológica viene determinada por la producción de lesiones cerebrales irreversibles, que hacen imposible la recuperación de la respiración y el pulso. La muerte biológica se produce a partir de los 4 a 15 minutos de la muerte clínica (una vez que se ha producido la parada cardiaca) Hasta en algún caso, llegar a los 20 minutos de la muerte clínica, y ese paciente llegar a recuperarse y tener una vida totalmente normal. Según esto la muerte clínica o muerte aparente es susceptible de ser recuperable si se hace llegar al cerebro sangre oxigenada suficiente para que dicho órgano no se lesione.
En resumen, la muerte clínica se produce cuando los signos vitales cesan su actividad, es decir, deja de latir el corazón y desaparece la respiración. Pero aún siguen vivas las células cerebrales que se encargan de controlar esto, por lo que es posible la resucitación. Cuando esas células mueren se produce la muerte biológica. Hay legislaciones muy claras al respecto de la manera de diagnosticar la muerte.
La muerte clínica no es una entidad médica categórica, sino un estatus no definido.[cita requerida]
Si el paciente hizo el paro cardiaco, recibió reanimación pero ésta no dio resultado, se declara la muerte.[cita requerida]
Si después de la reanimación el corazón del paciente responde con latidos propios pero el cerebro muestra signos de paro neurológico, el paciente es declarado en muerte cerebral.[cita requerida]

## Un poco de su historia.
Hasta 1960, la muerte clínica se entendía comúnmente como la falta de respiración y circulación sanguínea debido a un paro cardíaco. Sin embargo, ese año, los estudios confirmaron con total certeza que la circulación podía mantenerse a través de masaje externo. Esto forzó a reinterpretar el concepto, ya que la distinción total entre muerte clínica y paro cardiorrespiratorio ya no era factible.
En la actualidad, el criterio principal empleado por los científicos para establecer la muerte clínica es la pérdida irreversible y completa de la función del encéfalo, que presenta como síntoma y/o causa más evidente la pérdida irreversible de la función cardiorrespiratoria.
El síntoma no debe ser confundido con la causa.

## Diagnóstico
En el caso de Argentina, la ley 24.193 estableció en su artículo 23 la obligación de verificación de un modo acumulativo de varios signos para detectar la muerte de una persona:
- paro cardiorrespiratorio
- ausencia de respiración espontánea;
- constatación de pupilas fijas no reactivas;
- ausencia de respuesta cerebral (reflejos cefálicos);
- inactividad encefálica corroborada por medios técnicos o instrumentales adecuados a las diversas situaciones clínicas. En caso de paro cardiorrespiratorio total e irreversible, este último signo es innecesario.

La constatación de estos signos debe repetirse a las seis horas de verificados por primera vez.